# Höd
Höd (nórdico antigo: Höðr) foi um rei víquingue que governou o reino de Hadeland, Noruega. Segundo Hversu Noregr byggdist era o padre do legendário herói Hothbrodd.